# Ambavia capuronii
Ambavia capuronii är en kirimojaväxtart som först beskrevs av Alberto Judice Leote Cavaco och Monique Keraudren, och fick sitt nu gällande namn av Le Thomas. Ambavia capuronii ingår i släktet Ambavia och familjen kirimojaväxter. Inga underarter finns listade i Catalogue of Life.